# Banca Popolare Valconca
La Banca Popolare Valconca è stato un istituto di credito romagnolo. Il 30 dicembre 2023 la S.p.A. si è fusa per incorporazione in Cherry Bank, banca italiana guidata da Giovanni Bossi.

## Storia
La Popolare Valconca ha origine il 13 agosto 1910 con la costituzione della Banca Cooperativa Morcianese su iniziativa di una decina di soci tutti originari della Valconca (il territorio ai confini tra Romagna e Marche), per raccogliere i piccoli risparmi di commercianti e agricoltori e reinvestirli nel territorio.
Il 19 dicembre 2023 Cherry Bank, banca italiana specializzata in servizi di supporto alle imprese, trasformazione di portafogli NPL e acquisto di crediti fiscali, ha stipulato con l'istituto di credito l'atto di fusione per incorporazione di Banca Popolare Valconca in Cherry Bank in esecuzione delle deliberazioni precedentemente assunte dalle assemblee straordinarie di entrambe le banche.
Il 30 dicembre 2023, per effetto dell'atto di fusione, Banca Popolare Valconca è stata incorporata in Cherry Bank.